# هجرة فراشة الملك

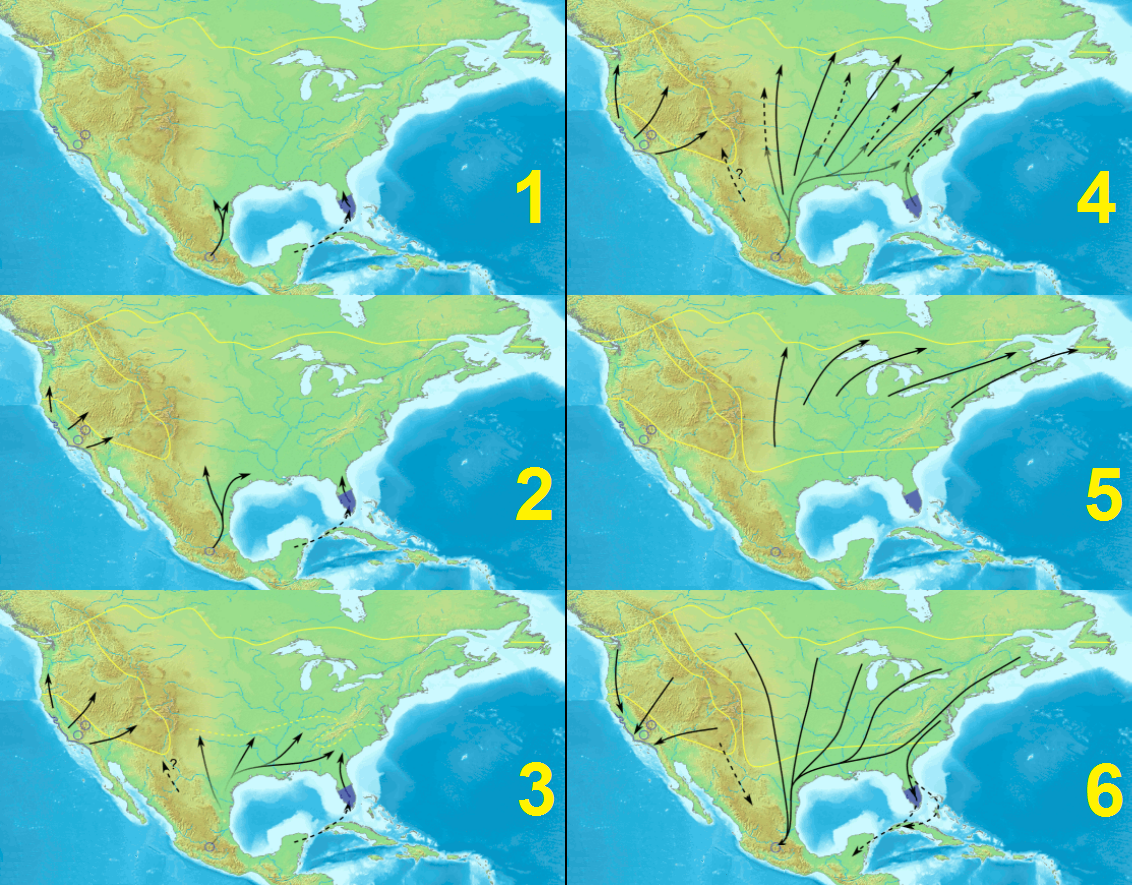
هجرة الفراشة الملكية 1) مارس. 2) أبريل ؛ 3) نهاية أبريل. 4) أبريل - يونيو ؛ 5) يونيو - أغسطس ؛ 6) سبتمبر - نوفمبر

هجرة الفراشات الملكية هي الظاهرة ، بشكل رئيسي عبر أمريكا الشمالية ، حيث تهاجر الأنواع الفرعية Danaus plexippus plexippus كل صيف وخريف من وإلى مواقع الشتاء على الساحل الغربي لولاية كاليفورنيا أو المواقع الجبلية في وسط المكسيك. تقوم الأنواع الفرعية الأخرى بإجراء عمليات ترحيل بسيطة أو لا تقوم بأي عمليات ترحيل على الإطلاق. تم تسمية هذه الحركة الهائلة للفراشات بأنها "إحدى أروع الظواهر الطبيعية في العالم".
تبدأ فراشات الملك هجرتهم الجنوبية من سبتمبر إلى أكتوبر. الفراشات الشرقية والشمالي الشرقية ، ما يصل إلى 500000 من فراشات الملك، يهاجرون في هذا الوقت. نشأت في جنوب كندا والولايات المتحدة ، يطيرون إلى مواقع الشتاء في وسط المكسيك. تصل الفراشات إلى مواقع تجثمها في نوفمبر. يبقون في أكواخهم خلال أشهر الشتاء ثم يبدؤون هجرتهم الشمالية في مارس. لا توجد فراشة فردية تكمل الرحلة بأكملها ذهابًا وإيابًا. تضع فراشات الملك الإناث البيض لجيل لاحق أثناء الهجرة باتجاه الشمال.  تشارك أربعة أجيال في الدورة السنوية ويعيش الجيل الذي يقوم بالهجرة إلى الجنوب ثماني مرات أطول من آبائهم وأجدادهم.
وبالمثل ، تهاجر المجموعات الغربية سنويًا من مناطق غرب جبال روكي إلى مواقع الشتاء على ساحل كاليفورنيا.
ليس كل الفراشات الملكية تقوم بهجرات كبيرة. تهاجر فراشات الملوك لمسافات قصيرة في أستراليا ونيوزيلندا . هناك بعض مجموعات الفراشات منها ، على سبيل المثال في فلوريدا ومنطقة البحر الكاريبي ، الذين لا يهاجرون ، بالإضافة إلى سلالات أخرى موزعة في منطقة البحر الكاريبي وأمريكا الوسطى وشمال أمريكا الجنوبية. تم تحديد مواقع إضافية للشتاء في أريزونا وشمال فلوريدا.

## التاريخ
في أواخر عام 1951 ، كان يُعتقد عن طريق الخطأ أن فراشات الملك يقضون الشتاء كبالغين أو شرانق. وقد لوحظ وجود الآلاف في المناطق الجنوبية من أمريكا الشمالية.
كانت المجموعات الغربية المهاجرة من Danaus plexippus ومواقعها الشتوية معروفة منذ وقت طويل من اكتشاف مواقع الشتاء المكسيكية في السبعينيات. الأمريكيون الأصليون ما قبل الغزو الإسباني احتل الهنود الحمر هذه المنطقة ذات مرة وربطوا حصاد الذرة بوصول الفراشات. تظهر فراشات الملك في أساطير الناس الذين يعيشون بالقرب من مناطق الشتاء. في المناطق المحيطة بالمواقع الشتوية في المكسيك ، كان السكان المحليون على دراية تامة بالسلوك الشتوي لفراشات الملك قبل فترة طويلة من عام 1975. عاش السكان المحليون ، المسمى Mazahua ، بالقرب من مواقع الشتاء لعدة قرون. يرتبط وصول فراشات الملوك ارتباطًا وثيقًا بالاحتفالات التقليدية بيوم الموتى. يتذكر السكان المحليون اليوم بسهولة رؤية الفراشات المهاجرة قبل عام 1975.  
لمدة قرن على الأقل ، لوحظ أن فراشات الملك يقضون فصل الشتاء في كاليفورنيا. لا تذكر السجلات التاريخية التي يحتفظ بها القائمون على قشريات الجناح وجود الملوك في نطاقهم الغربي الحالي الممتد شمالًا عبر واشنطن وأوريغون وكندا. تضع أنثى الملوك بيضها حصريًا على الصقلاب ، والتي توفر لليرقات ولاحقًا الحماية من الحيوانات المفترسة ، ويُعتقد أن الصقلاب ربما لم يكن متاحًا حتى تم زراعة الأراضي الغربية ، مما أدى إلى توسع الفراشة. 
بدأت المزيد من دراسات الهجرة الرسمية عندما تخرج فريد أوركهارت من جامعة تورنتو عام 1935 وقبل زمالة الدراسات العليا في مجال علم الحشرات . في عام 1937 ، بدأ أوركهارت في رسم الطريق الذي سلكته الفراشات المهاجرة. كان أول من سجل أن فراشات الملك يتحركون في اتجاه الجنوب إلى الجنوب الغربي خلال سقوط أمريكا الشمالية وأن هذه الحركات كانت مرتبطة بأنظمة الضغط العالي. بدأ أول برنامج وضع علامات ناجح والذي أعاد البيانات. لقد أدرك هو ومتطوعوه وجود السلوك الغريب. 

## الهجرات

### إلى الجنوب

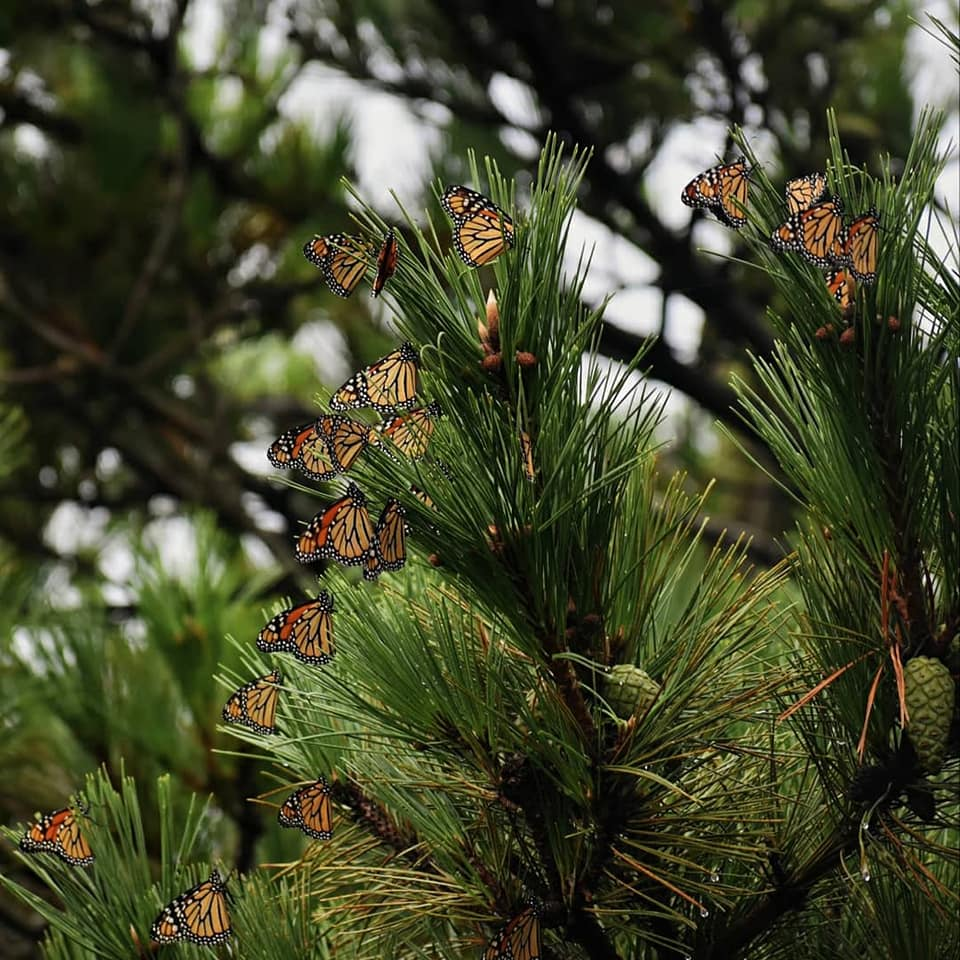
فراشات الملك المهاجرة جنوبًا تستريح على شجرة صنوبر في شاطئ جزيرة النار الوطني في لونغ آيلاند ، نيويورك (سبتمبر 2021)

على الرغم من أن التواريخ الدقيقة تتغير كل عام ، بحلول نهاية أكتوبر ، تهاجر فراشات الملك شرق جبال روكي إلى محميات المحيط الحيوي ماريبوسا موناركا داخل غابات الصنوبر والبلوط عبر الحزام البركاني عبر المكسيك في ولايات ميتشواكان المكسيكية والمكسيك . كما أنهم يقضون فترة الشتاء في المناطق المملوكة للقطاع الخاص. يهاجر بعض فراشات الملوك إلى مواقع أخرى مثل كوبا وفلوريدا في الخريف. يوجد مساران لطيران المهاجرين عبر أمريكا الشمالية. تؤدي واحدة في الولايات الوسطى إلى مناطق الشتاء الشتوي المكسيكية ومسار طيران أصغر على طول الساحل الشرقي لأمريكا الشمالية. توقيت مسار الطيران الشرقي يتخلف عن مسار الطيران المركزي. تقل احتمالية تعافي فراشات الملك الذين يهاجرون على طول الساحل في المكسيك. يشير هذا إلى أن الفراشات المهاجرة على طول الساحل الشرقي تهاجر إلى أماكن أخرى غير المكسيك ، أو أن لديها معدل وفيات أعلى من تلك المهاجرة إلى الداخل.
يُعتقد أن الفراشات الملكية تستجيب للإشارات المختلفة التي تروج لموسم الخريف والهجرة الجنوبية. وتشمل هذه زاوية الضوء القادم من الشمس ، وشيخوخة النباتات المضيفة لليرقات ، وتناقص فترة اليوم وانخفاض درجة الحرارة. تبدأ الهجرة في أقصى شمال نطاق الصيف تقريبًا في أغسطس. يُعتقد أن الملوك المهاجرون يعتمدون بشكل كبير على رحيق زهور الخريف المركبة التي تقع على طول مسار الهجرة.   البحث مستمر.
بشكل عام ، تهاجر المجموعات الشرقية من جنوب كندا والغرب الأوسط للولايات المتحدة جنوبًا نحو المكسيك. يميل الملوك من الشمال الشرقي إلى الهجرة في اتجاه الجنوب الغربي. بدأت فراشات الملك الذين تم نقلهم من الغرب الأوسط إلى الساحل الشرقي يهاجرون جنوبًا مباشرةً ، ولكن بعد ذلك أعادوا توجيه مسارهم إلى الجنوب الغربي في دراسة واحدة. تؤثر الميزات الجغرافية على مسار الترحيل.
بشكل عام ، تهاجر الفراشات الغربية من مناطق غرب جبال روكي بما في ذلك شمال كندا إلى كاليفورنيا. يسافر فراشات الملك الأستراليون الذين يهاجرون من الغرب إلى المناطق الشرقية بالقرب من المحيط الهادئ.

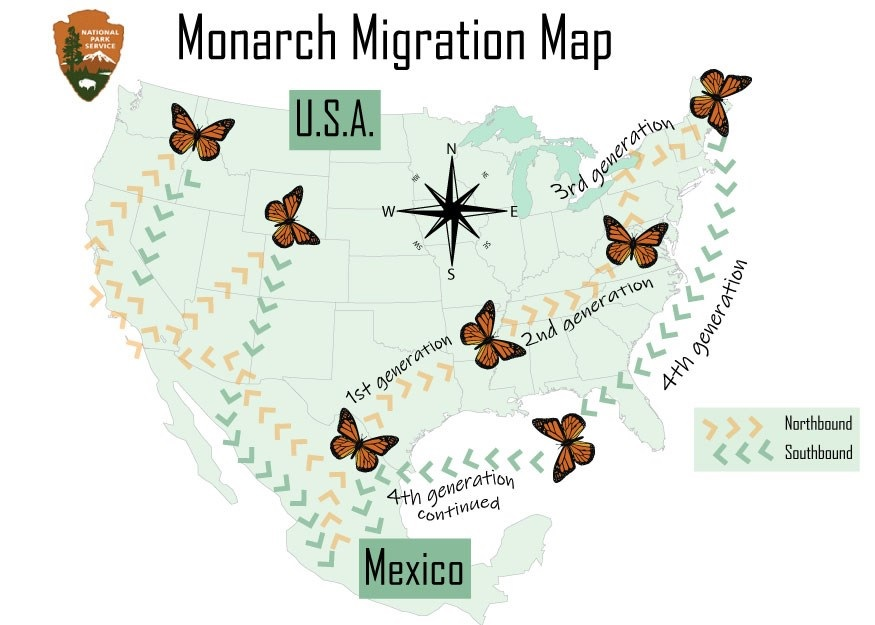
خريطة هجرة الفراشات الملكية

#### توقف فراشة الملك
في معظم الفراشات البالغة ، يبدأ السبات مع هجرته إلى الجنوب ، ولكن على عكس الحشرات الأخرى في هذه الحالة ، فإنه يظل نشطًا.   عندما يبدأ السبات ، تتراكم الفراشات وتخزن الدهون والبروتينات والكربوهيدرات.  تخزن فراشات الملك المهاجرون إلى المكسيك من الدهون أكثر من أولئك الذين يهاجرون إلى كاليفورنيا.  تقلل الدهون الماء لتوفير احتياطيات الطاقة ومنع الجفاف. تُستخدم هذه المواد للحفاظ على الحشرة طوال فترة السكون ولتوفير الوقود للتطور بعد إنهاء السكون. إنه يحدث وراثيا في وقت مبكر من الإجهاد البيئي. إنها حالة تؤدي إلى توقف الأنشطة عالية التمثيل الغذائي بما في ذلك تقليل استخدام الأكسجين.
يختلف الملوك في فترة سبات هجرة السكان في الخريف من الناحية الفسيولوجية عن الملوك في سلوك التكاثر النشط في الربيع والصيف. في فترة السبات ، يمكن أن يصل قياس مستويات الدهون والدهون إلى 34٪. يكون عضو تخزين الدهون أكبر بشكل كبير في الملوك المهاجرون والشتاء مقارنة بأجيال الصيف. تظهر عينات الأنسجة باستثناء الجسم الدهني أيضًا مستويات أعلى من الدهون الحرة في الهيموليمف . تظهر الإناث في فترة السبات القليل من الأدلة على وجود بيض ناضج. يتم قمع التزاوج ولا يتم ملاحظته إلا من حين لآخر بين ملوك الشتاء. يُعتقد أن هذا يزيد من بقاء سكان الشتاء على قيد الحياة ويحافظ على احتياطيات الدهون التي ستشجع الهجرة الربيعية شمالًا. في أحد المواقع ، ظل السكان في حالة سبات حتى منتصف حتى نهاية يناير. بحلول بداية شهر فبراير ، يزداد طول اليوم إلى ما يزيد قليلاً عن 11 ساعة ، وهي النقطة التي يخرج فيها الملوك من السبات.
فترة السبات لها مراحل مميزة. إن قصر فترة النهار وانخفاض درجات الحرارة يثبطان  إنتاج هرمون الأحداث . هذا يمنع تطور نشاط الغدد التناسلية وسلوكيات التزاوج ووضع البيض. تظهر سلوكيات جديدة مثل تطوير مجموعات الرحيق الاجتماعي وتشكيل مجموعات أو تجمعات ليلية في وقت متأخر من بعد الظهر. يقلل التجفيف من فقد الماء ، وربما يرجع ذلك إلى انخفاض مساحة السطح إلى نسب الحجم مما يقلل من فقد الماء التبخيري.

### الهجرة إلى الشمال
هناك هجرة نحو الشمال في الربيع. تضع فراشات الملوك الإناث البيض للجيل القادم خلال هذه الهجرات.  عادةً ما تحدث الهجرة باتجاه الشمال من فلوريدا من منتصف مارس إلى منتصف مايو ، وقد تكون الموجة الأولية للهجرة من نسل الملوك الذين قضوا الشتاء في فلوريدا وعلى طول ساحل الخليج الشمالي ، وليس في وسط المكسيك. تم انتشال الملوك الموسومة من تالاهاسي في فرجينيا وجورجيا.
تتجاوز مسافة وطول هذه الرحلات العمر الافتراضي للملوك ، وهو أقل من شهرين للفراشات التي ولدت في أوائل الصيف. الجيل الأول الذي يغادر مواقع الشتاء يهاجر فقط إلى الشمال حتى تكساس وأوكلاهوما. تعود الأجيال الثانية والثالثة والرابعة إلى مواقع تكاثرها الشمالية في الولايات المتحدة وكندا في الربيع.
كما هو الحال مع بدء الهجرة الجنوبية ، تؤدي مجموعة متنوعة من الإشارات إلى توقف فترة السبات ، وبداية نشاط التكاثر والحركة شمالًا. في حالة السكان الغربيين ، يتم التشتت في الاتجاه الغربي والشمالي الغربي. خلال هذه العملية ، تتحرك مواقع التجثم أحيانًا وينتقل الملوك إلى ارتفاعات منخفضة. يؤثر ارتفاع درجات الحرارة وزيادة أطوال النهار على بدء الهجرة باتجاه الشمال. درجة الحرارة لها تأثير أيضا. الإناث المتزاوجة تترك أماكن الشتاء قبل الذكور. الملوك الذين يسافرون شمالًا لا يشكلون مجاثم. 
ظلت معدلات إعادة الاستعمار ثابتة بين عامي 1997 و 2011. إعادة استعمار مناطق التكاثر في الولايات المتحدة وكندا هي عملية جيلين. لم يتغير نمط إعادة استعمار مناطق التكاثر الشمالية منذ بدء الرصد في عام 1997. لا ترتبط الجداول الزمنية لنطاق إعادة الاستعمار بتعدادات ملوك الشتاء في المكسيك.

### مواقع التكاثر والشتاء
أثناء الهجرة ، يميل السكان الشرقيون والغربيون إلى التجمع معًا أثناء الهجرة ثم في مواقع الشتاء. تتشكل هذه المجاثم على طول طرق الهجرة ، وقد استخدم العلماء هذه المواقع المجففة لرسم خريطة مسارات الطيران. قبل اكتشاف مواقع الشتاء في المكسيك ، لاحظ فريد أوركهارت سلوك الجاثمة في الفراشات المهاجرة جنوبًا في المكسيك وميتشواكان. قام بتوثيق 1500 ملك يتجولون في لايتهاوس بوينت بولاية فلوريدا.  في كاليفورنيا ، لوحظ أن الملوك يتجولون في مجموعة متنوعة من المواقع: فريمونت ، شاطئ الجسور الطبيعية ، ملاعب الجولف ، مناطق الضواحي. جاثم كاليفورنيا تختلف عن تلك الموجودة في المكسيك. لوحظت المجاثم في المناطق الداخلية وعلى أنواع الأشجار غير الأصلية. 
تشترك المواقع الشتوية في كاليفورنيا ، وشمال غرب المكسيك ، وأريزونا ، وساحل الخليج ، ووسط المكسيك وفلوريدا في نفس خصائص الموائل: ظروف مناخية معتدلة (مستقرة حرارياً وخالية من الصقيع) ، رطبة نسبيًا ، وتسمح بالوصول إلى مياه الشرب وتتوافر فيها الأشجار التي تجثم عليها وتجنب الافتراس. يوجد في كاليفورنيا أكثر من 200 موقع للشتاء. :2كما لوحظت مواقع الشتاء الشتوي في ساوث كارولينا الساحلية جنبًا إلى جنب مع إناث البيض. على الساحل الشرقي للولايات المتحدة ، قضوا الشتاء في أقصى الشمال مثل لاغو مار ، فيرجينيا بيتش ، فيرجينيا .
يوجد ما لا يقل عن عشرين مستعمرة في المكسيك. :1
توجد مواقع فصل الشتاء في كاليفورنيا في المناطق التي تم تطويرها ولا تعتبر شبيهة بالغابات بشكل خاص. تمت الإشارة إلى هذه المواقع على أنها تحتوي على مجموعة نباتية موحدة من أشجار الصنوبر أو الأوكالبتوس في مونتيري وهي موجودة أحيانًا في المناطق الحضرية. خلال فصل الشتاء تكون المواقع ديناميكية حيث يتم ملاحظة الفراشات ذات العلامات في المجاثم المختلفة طوال فصل الشتاء.  لا تدخل فراشات الملوك الذين يقضون فصل الشتاء على طول ساحل الخليج وفلوريدا في فترة السبات ويتكاثرون على مدار السنة.

### مدى وخصائص الفراشات المهاجرة
تقضي المجموعة الغربية من فراشات الملوك المهاجرون الشتاء في المواقع الساحلية في وسط وجنوب كاليفورنيا ، الولايات المتحدة ، ولا سيما في باسيفيك جروف وسانتا كروز وشاطئ جروفر . يقضي الملوك الغربيون أيضًا الشتاء في باجا ، الوادي الأوسط بكاليفورنيا ، وسفوح سييرا نيفادا. 
ليس كل الملوك يهاجرون. يتعايش السكان المهاجرون مع السكان غير المهاجرين في العديد من المناطق. يعيش الملوك على مدار العام في فلوريدا ويهاجر الملوك إلى فلوريدا ومناطق ساحل الخليج ، ويمكنهم في كثير من الأحيان الاستمرار في التكاثر والبقاء على قيد الحياة في فصل الشتاء. قد تكون أعداد الأسرة الملكية في فلوريدا نتيجة للفراشات المهاجرة التي لا تهاجر شمالًا في الربيع.   توفر هذه المواقع الوصول إلى نباتات الرحيق. إذا كان هناك صقيع شديد في هذه المناطق فإنها لا تعيش. يوفر Asclepias curassavica ، وهو نبات الزينة السنوي الذي يتم إدخاله ، غذاء اليرقات إذا كانت الأنواع المحلية غير متوفرة ، على الرغم من أنه بسبب المخاطر التي يتعرض لها الملوك من انتشار الطفيل ، OE ، لا ينصح بهذا النبات للزراعة. تتكاثر مجموعات الملوك المقيمين على مدار العام في منطقة البحر الكاريبي ، وفي المكسيك حتى جنوب شبه جزيرة يوكاتان. من المثير للدهشة أن الملوك لا يهاجرون عبر معظم نطاقهم العالمي. تظهر سجلات العلامات أن السكان الشرقيين والغربيين ليسوا منفصلين تمامًا. تم التقاط فراشات أريزونا في مواقع الشتاء في كل من كاليفورنيا وميتشواكان بالمكسيك.  في بعض الحالات ، تم العثور على ملوك من أريزونا ونيو مكسيكو يقضون فصل الشتاء في كاليفورنيا والمكسيك.  

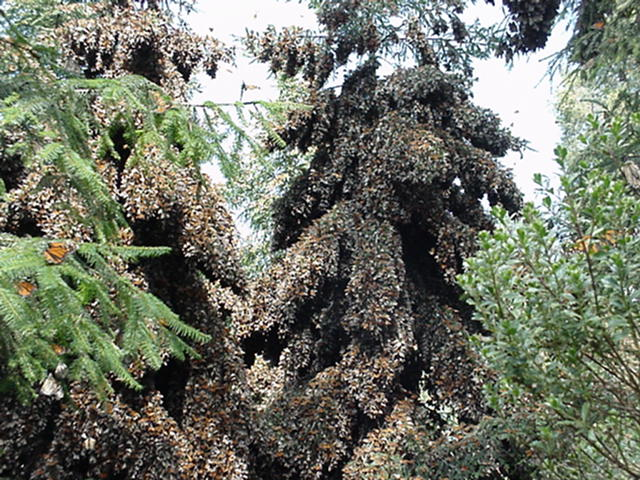
تتجمع الملوك في الشتاء على أشجار المحار في محمية خارج أنغانغو ، ميتشواكان ، المكسيك ؛ شجرة واحدة مغطاة بالكامل بالفراشات.

فراشات الملك المهاجرة في الخريف ليسوا هم أنفسهم الذين هاجروا شمالًا قبل خمسة أشهر تقريبًا. بدلاً من ذلك ، يتم إزالة أربعة أجيال على الأقل من الفراشات المهاجرة إلى الشمال من مواقع الشتاء. تهاجر الفراشات الشرقية حتى 4830 ميلاً (7778 km) لمواقع الشتاء في المكسيك.  تظهر الحشرات الأخرى سلوك الهجرة ولكن ليس لمسافات طويلة تقريبًا. الاستثناء هو الجراد الصحراوي ، Schistocerca gregaria : تم الإبلاغ مرة واحدة في عام 1950 أن أسرابًا فردية شوهدت تهاجر من شبه الجزيرة العربية أكثر من 5000 كيلومترات (3105 أميال) إلى الساحل الغربي لأفريقيا في سبعة أسابيع.
تميل فراشات الملوك المهاجرة إلى أن يكون لها أجنحة برتقالية داكنة وأجنحة أكبر مما هي عليه خلال مرحلة التكاثر في الصيف. يبدو أن قاتمة اللون البرتقالي في أجنحة الملك هي مؤشر مرئي لقدرتها على الهجرة. فراشات الملوك المهاجرة جنوباً أكبر حجماً ووزناً  استخدمت دراستان نظائر مستقرة لاستنتاج أصول الولادة لفراشات الملوك المهاجرة الذين تم أسرهم في مواقع فصل الشتاء (الشرقية والغربية) ، وكلاهما أظهر أن فراشات الملوك الذين يهاجرون لمسافات أطول يميلون إلى أن يكونوا أكبر. يختلف حجم الجناح بين المهاجرين الأوائل والمتأخرين. يميل المهاجرون السابقون إلى أن يكونوا أفرادًا أكثر قوة وصحة ، بينما يمثل الملوك المتأخرون أولئك الذين تخلفوا عن الركب ، ربما لأنهم أقل ملاءمة للهجرة. تميل الملوك المهاجرون في وقت مبكر إلى أن يكونوا أكثر احمرارًا وأجنحة أكبر وأكثر استطالة وأجسامًا أكبر من تلك الموجودة في نهاية الهجرة.

### نسب الجنس
لوحظ نمط غير عادي في النسب الجنسية لفراشات الملك في مجموعة شرق أمريكا الشمالية ، سواء أثناء هجرة الخريف أو في مواقع الشتاء في المكسيك. عادة خلال موسم التكاثر ، تكون نسبة الذكور والإناث متساوية تقريبًا ، ولكن أثناء الهجرة تميل النسبة نحو الذكور. يستمر هذا أيضًا خلال فترة الشتاء أيضًا ، على الأرجح لأنه نفس المجموعة التي تتقدم من الهجرة إلى مواقع الشتاء. قام العلماء بفحص السجلات من فترة الشتاء التي تزيد عن 30 عامًا ، ووجدوا أن نسبة الانحراف بين الجنسين قد نمت أكثر وضوحًا في السنوات الأخيرة ، ربما بسبب فقدان الإناث. يبدو أن النسبة أكثر وضوحًا في ملاحظات الملوك الجاثمة أو المهاجرة ، حيث أقل من 30 ٪ من الملوك هم من الإناث.

## طرق دراسة المجموعات والهجرة

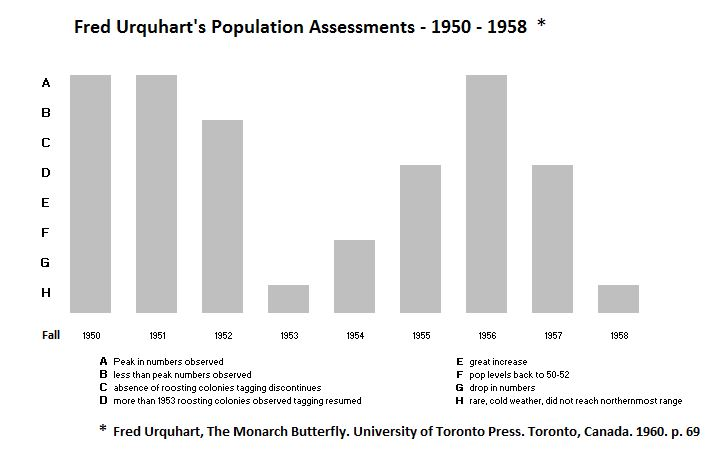
تباينت أعداد المجموعات مثل هؤلاء التي سجلها فريد أوركهارت في الفترة من 1950 إلى 1958 "بشكل كبير".

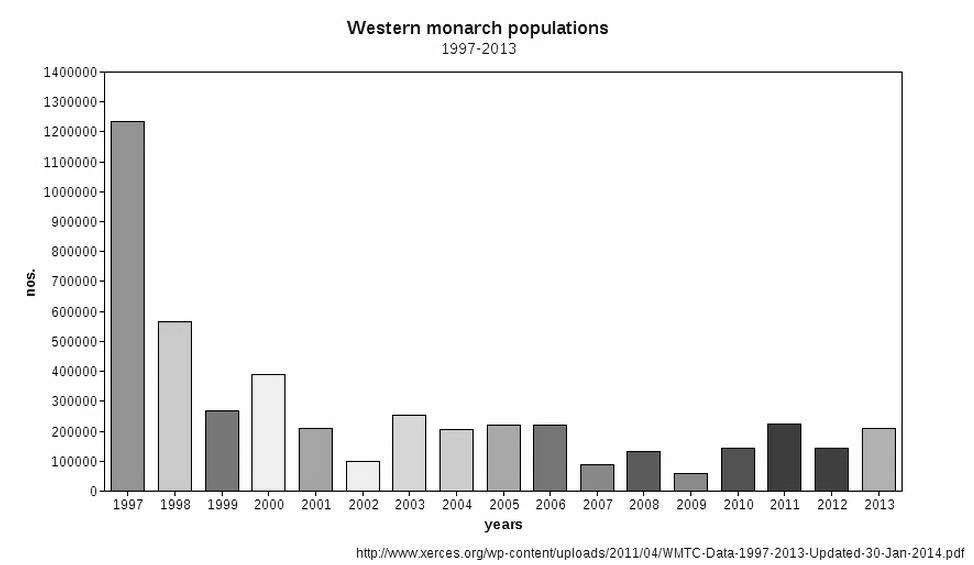
المجموعات الغربية 1997-2013 من بيانات Xerces

في البداية ، كانت الملاحظة المباشرة هي الطريقة الأساسية المستخدمة لتقييم هجرة فراشات الملك. تم تطوير أساليب أكثر تعقيدًا منذ عام 1975.

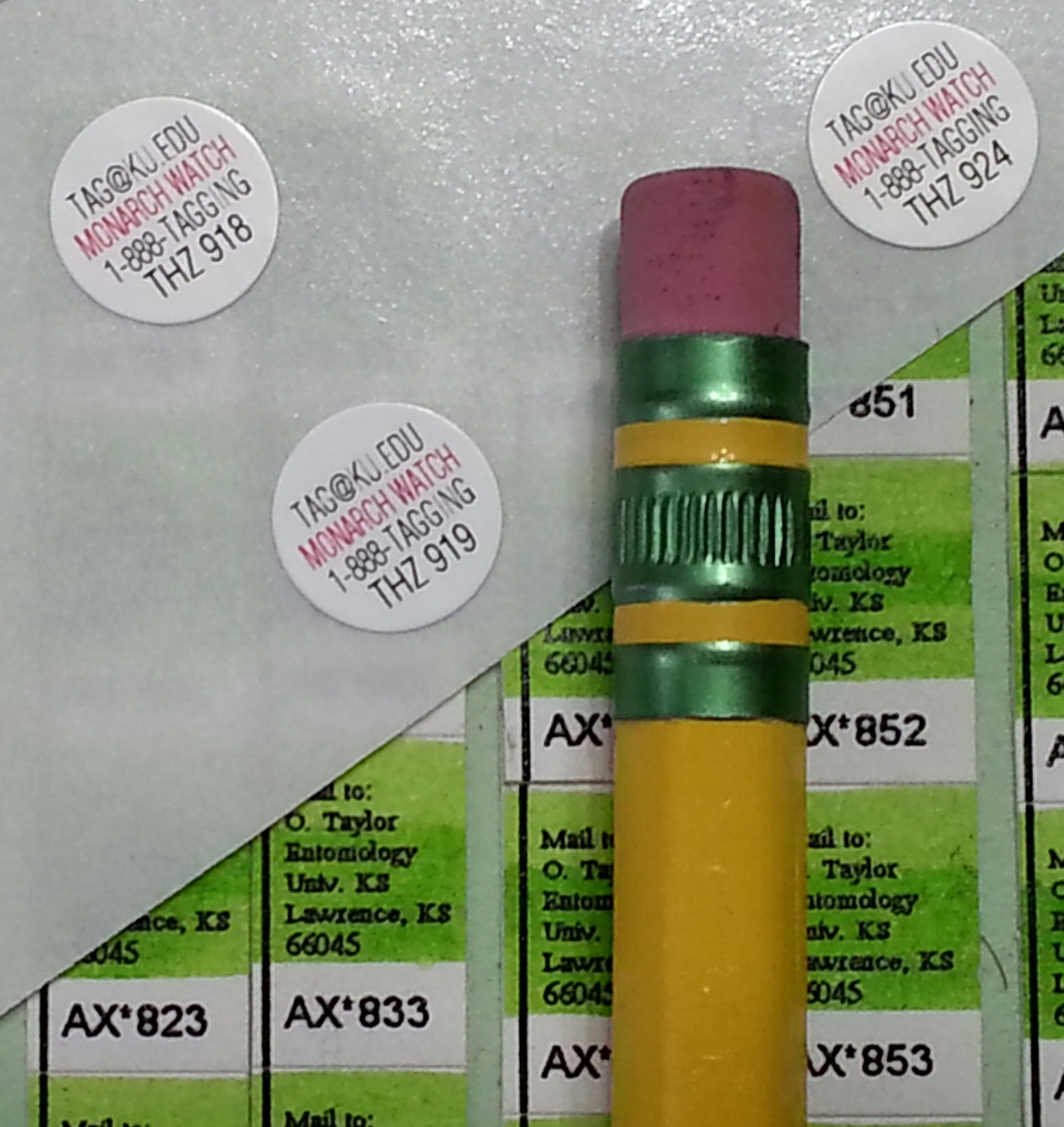
علامات لأجنحة فراشات الملك لدراسة الهجرة. تُستخدم العلامات الدائرية حاليًا (2014) ، واستخدمت العلامات الخضراء بواسطة Monarch Watch - جامعة كانساس

يختلف عدد المجموعات "بشكل كبير" من سنة إلى أخرى.  يُعزى سبب الاختلافات إلى الأحداث الطبيعية ،  الطرق المختلفة المستخدمة لإحصاء الفراشات المهاجرة ، والتغييرات التي من صنع الإنسان في الموطن. صحة التعداد السكاني في مواقع الشتاء في أمريكا الشمالية موضع تساؤل. يشير التناقض بين السكان المهاجرين والسكان الموجودين في مواقع الشتاء الزائد إلى وفيات كبيرة بين البالغين أثناء الهجرة.   لجنة التعاون البيئي أن الاختلافات السكانية تتطلب جهد مراقبة طويل المدى وواسع النطاق. . البيانات غير متاحة حاليًا في هذا الوقت لتحديد هذه التعدادات ، لكن الدراسة الحالية التي أجراها مشروع مراقبة يرقات العاهل مصممة لتحديد ما إذا كانت التعدادات السكانية في المكسيك تتطابق مع تعدادات المجموعات في الغرب الأوسط للولايات المتحدة وكندا.

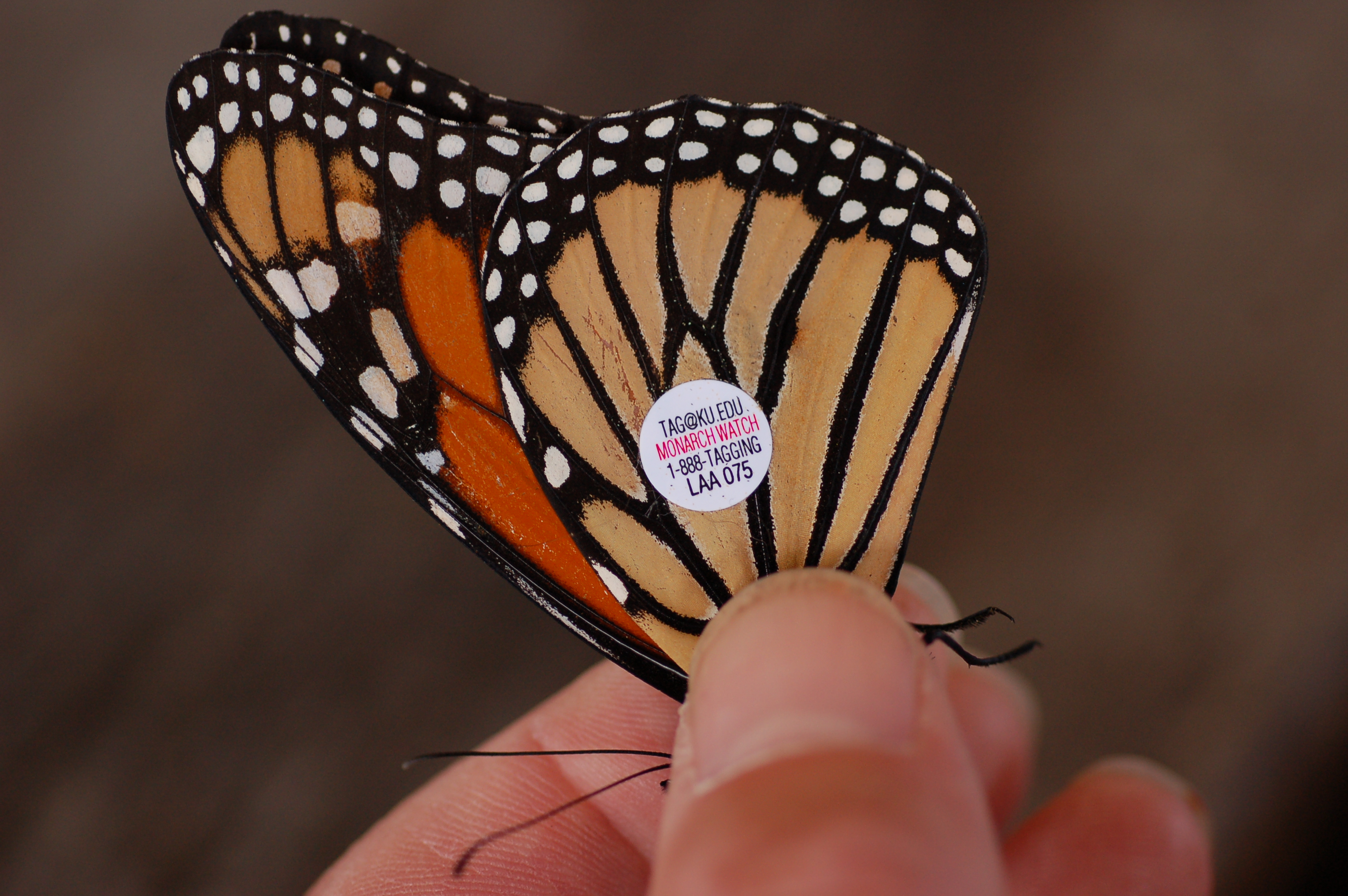
يعلم ذكر فراشة الملك بوضع علامة لاصقة عليه.

على الرغم من أن وضع علامات على Lepidoptera قد تم في وقت مبكر من عام 1796 على فراشات الحرير ، إلا أن فريد Urquart بدأ في وضع علامات على الفراشات الملكية واستخدم شقوقًا في الجناح ، وترتيبات البقع ، والبقع الملونة ، والرش بالأصباغ ، والحروف المرسومة والأرقام لتمييز الفراشات. لم تنجح هذه الطرق حيث لم تكن هناك تعليمات لإعادة الفراشة أو تسجيل الاسترداد.  حاليًا ، تدرس العديد من المنظمات الهجرة عن طريق وضع العلامات.   تشمل الأساليب الجديدة لدراسة الهجرة استخدام أجهزة الإرسال VHF والطائرات التجارية. تم استخدام علامات النظائر .

### وضع علامة والأسر ثانيا
يسمح وضع العلامات واستعادة الأسر بتحديد إجمالي تعداد فراشات الملك . تناسب فراشات الملوك المستعادون بشكل مباشر مع العدد في جميع المجموعات . يسمح هذا الإجراء بتقدير إجمالي لعدد المجموعات عن طريق قسمة عدد الأفراد المميزين على نسبة الأفراد المميزين في العينة الثانية. تشمل الطرق الأخرى ذات الصلة الوثيقة ، الالتقاط - الاستعادة ، الالتقاط - وضع العلامات - الاستعادة ، وضع العلامات - الاستعادة ، إعادة الرؤية ، وضع العلامات - الاستعادة ، تقدير الأنظمة المتعددة ، استعادة النطاق ، طريقة بيترسن وطريقة لينكولن. تمت دراسة الهجرة الشمالية من فلوريدا وصرف المجاثم في كاليفورنيا باستخدام هذه الطرق.

### الفراشة مهمة
تم توثيق هجرة فراشة الملك ودراستها خلال تعداد الفراشات السنوي. أثناء الهجرة إلى الجنوب ، تتم مراقبة تجمعات الملوك المهاجرة باستمرار من قبل مرصد كيب ماي للطيور ،  بينينسولا بوينت لايت ، ميتشيغان ، ومنتزه بوينت بيلي الوطني ، أونتاريو ، كندا. تشمل البروتوكولات الأخرى المستخدمة لإجراء التعدادات تعداد القيادة ، وتعداد المشي ، وتعدادات التكاثر ، ومشاهدات مراقبة هوك.   يميل الملوك المهاجرون إلى التجمع وتشكيل المجاثم على شبه الجزيرة التي تشير إلى الجنوب. تحسب برامج المراقبة عدد الملوك في المجاثم التي تتطور على طول طريق الهجرة. ترتبط بيانات المراقبة من مواقع متعددة.  نسبة الملوك إلى الأنواع الأخرى التي لوحظت أثناء العد توفر معلومات حول تغيرات الموائل.  تُعزى التقلبات السنوية إلى تأثيرات الطقس القاسية والتذبذب الجنوبي لظاهرة النينو والثوران البركاني . 

### المراقبون
معظم الذين يشاركون في دراسة هجرة فراشة الملك هم أشخاص عاديون (مدربون وغير مدربين) ويشار إليهم أحيانًا باسم " عالم مواطن ".  تم انتقاد المعلومات القصصية من قبل المراقبين ووصفها بأنها ليست "علمًا جيدًا" و "ليس علمًا على الإطلاق".  تستخدم منظمات الحفظ والعلماء الملاحظات في أبحاثهم. أولئك الذين يشاركون في تعداد الفراشات المنظم يقدمون أيضًا ملاحظات صحيحة. تقع بعض المناطق في تكساس في مسار الرحلة أثناء الترحيل ويتم تسجيل الأنماط والتوزيعات والسكان من قبل المراقبين هناك.

### الرصد الجوي والأقمار الصناعية
تم استخدام صور القمر الصناعي لتقييم التغييرات في وحول مناطق الشتاء المكسيكي. قرر الباحثون أن العد الدقيق للفراشات باستخدام صور الأقمار الصناعية غير ممكن ، على الرغم من أن التقييمات الجوية للمناطق المحيطة بالمستعمرات تكشف عن مناطق محتملة للاستعمار. بعد هذه الجهود ، فاقت التكاليف فوائد التصوير الجوي على ارتفاعات عالية وتم تحديد أنها تستغرق وقتًا طويلاً ومكلفة.

### أنواع البيانات المجمعة
عادة ما تعني الملاحظة المباشرة أن المراقب يسجل البيانات بينما الفراشة هي إحدى مراحل هجرتها. يمكن أن تشمل هذه البيانات:
 

### استخدام البيانات وتوافرها
جٌمعت البيانات بشكل كبير على مر السنين ويستخدمها الباحثون. يتم التعامل مع المشاهدات العلمية أحيانًا على أنها معلومات مسجلة الملكية وليست متاحة للجمهور أو للباحثين الآخرين.  [بحاجة لرقم الصفحة]  بدأ المراقبون في تسجيل مشاهدتهم عبر خرائط جوجل.

## آليات نظرية الهجرة
هناك العديد من النظريات التي تحاول تفسير الهجرة الملكية. "لم يقدم العلم بعد تفسيرًا كافيًا لكيفية حدوث [الهجرة]". [بحاجة لرقم الصفحة] غالبًا ما يقترح الباحثون أن آليات الهجرة المتعددة تلعب دورًا. لا يتفق جميع الذين يدرسون هجرة الملكات على الآليات التي تسمح للفراشات المهاجرة بالعثور على مواقع الشتاء.
من بين المناطق المفهومة بشكل أفضل في بوصلة الشمس ، التخطيط العصبي والتشريحي للآلية الأساسية في الفراشة. يتم إدراك الضوء المستقطب لأول مرة من قبل عيون الملك المركبة. يتم بعد ذلك اكتشاف هذا الاستقطاب ، الذي تستخدمه الحشرات المختلفة للملاحة ، بواسطة منطقة الحافة الظهرية ، وهي ميزة خاصة للعين المركبة. ثم يتم نقل هذه الإشارات إلى المركب المركزي للدماغ ، حيث يتم تفسيرها. هنا ، تجمع الخلايا العصبية المفردة بين الموقع السمتي للشمس وزاوية المتجه E (زاوية المنور المستقطب). ثم تتم معالجة هذه المعلومات ودمجها بشكل أكبر مع إشارات الموقع والتوجيه الأخرى ، بالإضافة إلى المدخلات من الساعة اليومية للعاهل ، من أجل إنتاج رحلة موجهة ضرورية لسلوك الهجرة. هناك حاجة إلى مزيد من البحث من أجل نمذجة الشبكة العصبية وفهم كامل لكيفية تشكيل الإشارات المكانية ودمجها في الدماغ.
بينما تحدث المعالجة العصبية في دماغ الملك ، تشير الأبحاث إلى أن الساعة البيولوجية الفعلية الكامنة وراء أنماط الهجرة تقع في هوائيات الفراشة. لم تُظهِر الفراشات مع إزالة قرون الاستشعار الخاصة بها أي اتجاه جماعي ثابت في أنماط هجرتها: تعرض لأول مرة لدورة متسقة من الضوء والظلام قبل إطلاقها ، سيُظهر الملوك الأقل هوائيات طيرانًا اتجاهيًا فرديًا متسقًا ، ولكن لا يوجد اتجاه أساسي واضح كمجموعة ، على عكس سليمة الملوك. أظهر فحص الجينات والبروتينات المختلفة المشاركة في إيقاعات الساعة البيولوجية أن الهوائيات أظهرت تقلبات الساعة البيولوجية الخاصة بها ، حتى عند إزالتها من الفراشة ودراستها في المختبر ، مما يدل على أن الهوائيات كافية لتوليد إيقاعات الساعة البيولوجية. أظهر مزيد من التحقيق في دور الهوائيات أنه حتى هوائي واحد يعمل بشكل كافٍ للتوجيه الصحيح أثناء رحلة الهجرة. ومع ذلك ، فإن اثنين من الهوائيات ذات المدخلات المتضاربة لساعاتهم اليومية الخاصة بهم سيؤدي إلى توجيه غير صحيح. بشكل عام ، تشير دراسة الملوك الخالية من الهوائيات بالإضافة إلى التحليل المختبري للهوائيات إلى أن كلا الهوائيين ضروريان للتشغيل السليم لبوصلة الشمس المعوضة للوقت وتحتوي على ساعاتها اليومية التي تعمل حتى بدون دماغ الفراشة .

### ثنائية الاتجاه لبوصلة الشمس
من المعروف أن فراشات الملك يستخدمون بوصلة الشمس المعرفة بالوقت خلال كل من الهجرة الجنوبية في الخريف والهجرة الشمالية في الربيع. تبين أن التغيير في الاتجاه الضروري لإعادة توجيه الفراشات يعتمد على درجات الحرارة الباردة التي تمر بها فراشات الملوك أثناء فصل الشتاء في الغابات الصنوبرية في المكسيك. لا يعتمد التغيير في اتجاه بوصلة الشمس على التغير في الفترة الضوئية التي حدثت خلال أشهر الشتاء ، ولكن من المرجح أن يؤثر هذا التغيير على توقيت الهجرة الشمالية في الربيع.
تجربة توضح أهمية التعرض للبرودة للهجرة باستخدام ملوك الخريف مع وبدون التعرض لدرجات الحرارة الباردة في المختبر. نجح الملوك الذين عانوا من درجات الحرارة الباردة خلال أشهر الشتاء في تغيير اتجاه بوصلة الشمس واتجهوا شمالًا في الربيع. في المقابل ، فإن الملوك الذين لم يتعرضوا أبدًا لدرجات الحرارة الباردة خلال أشهر الشتاء يتجهون جنوبًا في الربيع ، وبالتالي لم يشهدوا تغييرًا في اتجاه بوصلة الشمس لمرافقة هجرتهم. لذلك ، فإن التعرض للبرودة أثناء الشتاء الزائد مطلوب لدورة هجرة الملك.
أثناء الهجرة العائدة إلى الشمال من فراشات الملوك في الربيع ، تستخدم بوصلة الشمس المعوضة بالوقت نفس الركائز المستخدمة في الخريف. ومع ذلك ، فإن الاختلافات الميكانيكية في هذه الركائز التي تسمح بالتبديل في اتجاه البوصلة لا تزال غير معروفة. الاختلافات في تسلسل الحمض النووي الريبي الموجودة بين فراشات الخريف والربيع هي إحدى طرق البحث التي يمكن أن تحدد الآلية المسؤولة عن إعادة المعايرة ، والتي قد تستخدم مستشعر درجة الحرارة لبدء التبديل.

### نظرية الذاكرة الجينية
يُقترح أن القدرة على العثور على مواقع الشتاء في كاليفورنيا والمكسيك هي سمة موروثة. وقد سميت أيضًا بالذاكرة الجينية.  تم طرح إمكانية وجود خريطة موروثة تشير إلى أن الفراشات قد تتبع الجداول وتتعرف على المعالم. تقدم دراسات أخرى أدلة ضد نظرية الخريطة الموروثة.

## الحفظ
هناك جدل بين الباحثين والعلماء المواطنين الذين يدرسون الهجرة فيما يتعلق بالانقراض المحلي المحتمل للملك. يتم توزيع هذا النوع في جميع أنحاء العالم وليست مهددة بالانقراض. ومع ذلك ، لا يزال هناك قلق من احتمال تعرض هجرة سكان شرق أمريكا الشمالية للخطر. انتقد العلماء التقارير الإعلامية عن انقراض الملك الوشيك. يقول Lincoln Brower ، وهو باحث رائد في مجال الحفاظ على الملك ، "الملوك ليسوا في خطر الانقراض".
يمكن تنظيم منظمات المراقبة والحفظ من خلال جهودها الموجهة إلى كل مرحلة من المراحل الأربع في دورة حياة الملك. 
"لدينا الكثير من الموائل في هذا البلد ولكننا نفقدها بوتيرة سريعة. تستهلك التنمية 6000 فدان في اليوم ، أي خسارة 2.2 مليون فدان في السنة. علاوة على ذلك ، فإن الإفراط في استخدام مبيدات الأعشاب على جوانب الطرق وأماكن أخرى هو تحويل المناطق المتنوعة التي تدعم الملوك والملقحات والحياة البرية الأخرى إلى مناظر طبيعية مليئة بالأعشاب تدعم عددًا قليلاً من الأنواع. وقد أدى اعتماد فول الصويا والذرة المعدلين وراثيًا إلى تقليص موائل الملك. إذا استمرت هذه الاتجاهات ، فمن المؤكد أن الملوك سيتراجعون ، مما يهدد وجود هجرتهم الرائعة ". أو. تايلور  
أعلن الاتحاد الدولي للحفاظ على الطبيعة والموارد الطبيعية (IUCN) في كتاب البيانات الأحمر اللافقاري لـ IUCN أن جثث الشتاء في كل من المكسيك وكاليفورنيا مهددة من قبل الاتحاد الدولي لحفظ الطبيعة والموارد الطبيعية. بدأت لوائح الحفظ التاريخية عندما أصدر سكان باسيفيك جروف ، كاليفورنيا مرسومًا يحظر إزعاج "الاحتلال السلمي لفراشات الملك".  [بحاجة لرقم الصفحة]

### وفيات البالغين
طفيلي البروتستان  Ophryocystis elektroscirrha 'قد يقتل العديد من الملوك المهاجرين. يقلل من قدرة الطيران ، ويقلل من فرصة الوصول إلى مواقع الشتاء.

### المواقع الشتوية
بدأ العمل لحماية المواقع الشتوية في المكسيك قبل عام 1975 وبدأ السكان المحليون بمبادرة منها. انخفض عدد فراشات الملك الذين قضوا فصل الشتاء بشكل ملحوظ عند مقارنة تعدادات عام 1992 بالتعدادات الحديثة. توجد مواقع الشتاء على طول ساحل الخليج وأريزونا وفلوريدا. [بحاجة لمصدر]
غالبًا ما تُعزى الكوارث الدورية في مواقع الشتاء المكسيكي إلى انخفاض عدد الفراشات . تعرضت بعض المواقع لانخفاض تراوحت بين 30٪ و 90٪ أثناء العواصف.  [بحاجة لرقم الصفحة] جهود الحفظ داخل وحول مواقع البيات الشتوية زراعة أنواع الأشجار الأصلية التي يفضل الفراشات أن يجثموا عليها.
أظهر فراشات الملك الذين يعيشون في الشتاء في كاليفورنيا تفضيلًا طفيفًا للتجثم على الأنواع المحلية ، لكنهم أيضًا يختارون باستمرار أنواع الأوكالبتوس المُدخلة ، حتى عند وجود الأنواع المحلية.

### انخفاض مساحة الصقلاب
يلقي بعض دعاة الحفاظ على البيئة اللوم في الانخفاض في أعداد قضاء فصل الشتاء الملكي في المكسيك على فقدان الصقلاب في منطقة الغرب الأوسط من الولايات المتحدة. تم فقد 167 مليون فدان من موطن الملك منذ عام 1996. يجادل دعاة الحفاظ على البيئة هؤلاء بأن انخفاض موائل الصقلاب في المناطق الزراعية بأمريكا الشمالية هو سبب رئيسي لانخفاض عدد الملوك الذين يصلون إلى المكسيك. ومع ذلك ، يشك كبار الباحثين الآخرين في هذا الادعاء ، لأنه لا يتوافق مع البيانات التي تم جمعها بواسطة العديد من برامج مراقبة الفراشات طويلة المدى في الولايات المتحدة. لا تظهر البيانات من هذه البرامج دليلاً على أن أعداد الملوك البالغة التي تتكاثر قد انخفضت منذ التسعينيات. على الرغم من هذا الدليل ، فإن بعض دعاة الحفاظ على البيئة يشيرون إلى استخدام المبيدات الحشرية ومبيدات الأعشاب كسبب للانخفاض وجود فراشات الملك في فترات الشتاء . ويذكرون أنه قبل إدخال الذرة وفول الصويا المعدلة وراثيًا ، كانت الصقلاب شائعة في حقول المحاصيل. يُطلق على العلاقة بين استخدام المحاصيل [GMO] والانخفاض في أعداد فراشات الملك الذين يقضون فصل الشتاء "موحية ولكن غير قاطعة" ، حيث توجد عوامل أخرى مثل إزالة الغابات والظواهر الجوية التي يمكن أن تكون السبب. <المرجع name = "PolitiFact" /> تم تدمير موطن عشب اللبن أيضًا من خلال التوسع في المناطق الحضرية والضواحي.
استنادًا إلى الأدلة الحديثة التي فشلت في إظهار الانخفاضات في موسم التكاثر ، إلى جانب الانخفاض الواضح في عدد فراشات الملوك الذين يقضون فصل الشتاء في المكسيك ، تبنى بعض الباحثين البارزين نظرية أن المشكلة يجب أن تكمن في طريقها إلى المكسيك ، أي. أن الخسائر أثناء الهجرة هي السبب في ظهور عدد أقل من فراشات الملك في المكسيك في السنوات الأخيرة. يلفت دعاة الحفاظ على البيئة الانتباه أيضًا إلى الموطن المنخفض الذي يسمح بنمو نباتات الرحيق.  [بحاجة لرقم الصفحة]  عوامل أخرى قد يكون لها تأثير سلبي على الهجرة الطقس القاسي ، بما في ذلك الشتاء الأكثر برودة في وسط المكسيك ، والجفاف في تكساس ، والنباتات الغازية (غير الصقلابية) التي تضع فيها فراشات الملك البيض ، وزيادة استخدام المبيدات الحشرية الاصطناعية الأقل قابلية للتحلل.
هناك العديد من المنظمات والبرامج الموجودة لتعزيز الحفاظ على فراشات الملك وهجرتها. يتم استخدام الرموز المكونة من 3 أحرف ، المدرجة في الحواشي السفلية المرتبطة ، لرأس الجدول بشكل مضغوط

## الاقتصاد
توفر السياحة حول مواقع الشتاء في المكسيك وكاليفورنيا الدخل لأولئك الذين يقدمون مثل هذه الخدمات.
يشعر السكان بالقرب من مواقع الشتاء المفرط بالقلق من أن أطفالهم ليس لديهم ما يكفي من الطعام لذلك يضطرون إلى مواصلة قطع الأشجار غير القانوني. يستفيد سكان آخرون من أشهر الفراشات التي تقضي الشتاء بالقرب من منازلهم. على الرغم من أنهم يعتبرون أنفسهم فقراء تمامًا ، فمن الممكن أن يدروا دخلًا كافيًا لاستمرارهم طوال العام من خلال العمل كمرشدين ، وتوفير السكن والوجبات ، وبيع الحرف اليدوية والهدايا التذكارية. [بحاجة لمصدر]
تجثم فراشات الملوك الذين يقضون فصل الشتاء في الأشجار على الأراضي المملوكة ملكية خاصة. تتجاوز القوانين واللوائح المتعلقة بحماية مواقع الشتاء والموائل مصالح مالكي الأراضي وتعاونيات المزارعين والهيئات الإدارية المحلية. [بحاجة لمصدر]
في عام 1986 ، أنشأت المكسيك ملاذات لأشهر الشتاء. تم إغلاق أجزاء من الغابة أمام السكان المحليين الذين يعتمدون على الخشب في دخلهم. استمرت عمليات قطع الأشجار على نطاق صغير رغم أنها غير قانونية. تدفع منظمات الحفظ للمقيمين مقابل القيام بدوريات في الغابة.
يتم طلب المساهمات لتمويل البرامج التي تدعم جهود الحفاظ على فراشات الملك. بعض التبرعات لبرامج الحفظ موجهة نحو جمع التبرعات للمنظمة.

### السياسات
اقترحت مجموعات السكان المحليين والبلديات والمنظمات الحكومية وغير الحكومية سياسات للحفاظ على هجرة فراشات الملك. تم إنشاء جهد ثلاثي شارك فيه المكسيك وكندا والولايات المتحدة لتنظيم جهود الحفظ. إحدى السياسات التي تم تنفيذها هي الزراعة الجماعية لأعشاب الصقلاب نباتات الرحيق. 
وضعت المكسيك سياسات أخرى للمساعدة في الحفاظ على الهجرة. تم النظر في المدفوعات للسكان المحليين لمراقبة موائل الغابات.  هناك سياسة أخرى تتمثل في تشجيع إعادة تشجير الموائل الشتوية. محاولات للحد من الأنشطة في مواقع الشتاء (قطع الأشجار ، السياحة) التي قد تزعج جثث الملوك.
تنسق جامعة مينيسوتا الدراسات عبر أمريكا الشمالية لرصد صحة يرقات الملكات ومجموعاتها. منظمات أخرى تمارس الضغط على المشرعين والشركات وإدارات الطرق السريعة والمرافق وصانعي السياسات للحفاظ على الموائل.

### الإستراتيجية القومية الأمريكية
في 20 يونيو 2014 ، أصدر الرئيس باراك أوباما مذكرة رئاسية بعنوان "إنشاء استراتيجية فيدرالية لتعزيز صحة نحل العسل والملقحات الأخرى". أنشأت المذكرة فريق عمل معني بصحة الملقحات ، برئاسة  وزير الزراعة و مدير وكالة حماية البيئة، وذكرت:  الرقم من فراشات الملك المهاجرة غرقت إلى أدنى مستوى سكاني مسجل في 2013-14 ، وهناك خطر وشيك بفشل الهجرة.

في مايو 2015 ، أصدرت فرقة العمل المعنية بصحة الملقحات "استراتيجية وطنية لتعزيز صحة نحل العسل والملقحات الأخرى". وضعت الإستراتيجية إجراءات فيدرالية لتحقيق ثلاثة أهداف ، اثنان منها: 
 • Monarch Butterfly: زيادة عدد المجموعة  الشرقية من فراشة الملك إلى 225 مليون فراشة تشغل مساحة تبلغ حوالي 15 فدانًا (6 هكتارات) في مناطق الشتاء. في المكسيك ، من خلال الإجراءات المحلية / الدولية والشراكات بين القطاعين العام والخاص ، بحلول عام 2020. 
 • مساحة موطن الملقحات: استعادة أو تحسين 7 ملايين فدان من الأراضي للملقحات على مدى السنوات الخمس المقبلة من خلال الإجراءات الفيدرالية والشراكات العامة / الخاصة. 
ركزت العديد من المشاريع ذات الأولوية التي حددتها الاستراتيجية الوطنية على  الطريق السريع 35  ، الذي يمتد لمسافة   1500  ميل  من تكساس إلى مينيسوتا. توفر المنطقة التي ينتقل من خلالها هذا الطريق السريع موائل التكاثر في الربيع والصيف في ممر الهجرة الملكي الرئيسي في الولايات المتحدة.
تنشر الولايات المتحدة ،إدارة الخدمات العامة (GSA) مجموعات من متطلبات أداء المناظر الطبيعية في وثائق P100 ، والتي تفرض معايير لـ GSA  General Services Administration . بدءًا من مارس 2015 ، تضمنت متطلبات الأداء وتحديثاتها أربعة جوانب أولية لتصميمات الزراعة التي تهدف إلى توفير فرص مناسبة في موقع البحث عن الطعام  للملقحات المستهدفة. تشمل الملقحات المستهدفة النحل والفراشات والحشرات المفيدة الأخرى.
في 4 كانون الأول (ديسمبر) 2015 ، وقع الرئيس أوباما قانونًا على "إصلاح قانون النقل السطحي لأمريكا  (FAST) " (Pub. L. 114-94). وضع قانون FAST تأكيدًا جديدًا على الجهود المبذولة لدعم الملقحات. لتحقيق ذلك ، عدل قانون FAST ، القسم 23  (الطرق السريعة) من رمز الولايات المتحدة. وجّه التعديل وزير النقل بالولايات المتحدة، عند تنفيذ برامج تحت هذا العنوان بالاشتراك مع الدول الراغبة،إلى:
 :( 1) تشجيع ممارسات الإدارة المتكاملة للتوزيع النباتي على جوانب الطرق ونظم المرور الأخرى، بما في ذلك الحد من القص ؛ و
 :( 2) تشجيع تطوير الموائل والأعلاف لفراشات الملك ، والملقحات المحلية الأخرى ، ونحل العسل من خلال زراعة الأعشاب والأعشاب المحلية غير الغازية التي يمكن أن تكون بمثابة محطات طريق لهجرة الفراشات الملكية وتسهيل هجرات الملقحات الأخرى.
ذكر قانون FAST أيضًا أن الأنشطة الرامية إلى إنشاء وتحسين موائل الملقحات والأعلاف ومحطات طريق الهجرة قد تكون مؤهلة للحصول على تمويل اتحادي إذا كانت مرتبطة بمشاريع النقل الممولة بموجب العنوان 23.
تساعد وكالة خدمات المزارع التابعة لـ وزارة الزراعة الأمريكية في زيادة أعداد الفراشات الملكية والملقحات الأخرى في الولايات المتحدة من خلال برنامج احتياطي الحفظ ، مبادرة الدولة لتعزيز الحياة البرية (SAFE). توفر مبادرة SAFE دفعة إيجار سنوية للمزارعين الذين يوافقون على إزالة الأراضي الحساسة بيئيًا من الإنتاج الزراعي والذين يزرعون الأنواع التي من شأنها تحسين الصحة البيئية والجودة. من بين أمور أخرى، تشجع المبادرة مالكي الأراضي على إنشاء الأراضي الرطبة والأعشاب والأشجار لإنشاء موائل للأنواع المؤسسة الأمريكية للأسماك والحياة البرية Fish and Wildlife Service،على أنها مهددة أو معرضة للخطر.

### تعيين الأنواع المهددة بالانقراض
نظرت كل من الولايات المتحدة وكندا في الحماية الفيدرالية للملك ، على الرغم من أن هذه الجهود تأتي مع بعض الجدل. في الولايات المتحدة ، بناءً على الانخفاضات التي حدثت على مدى 20 عامًا في أعداد الملوك الذين يصلون إلى المكسيك كل خريف ، مركز التنوع البيولوجي ، و مركز سلامة الأغذية ، و [[جمعية Xerces] ] و Lincoln Brower قدّموا التماسًا إلى وزارة الداخلية (الولايات المتحدة الأمريكية) لحماية الملك من خلال إعلانه على أنه أنواع مهددة. أيد الناشط البيئي روبرت كينيدي الالتماس لكنه قال إن التصنيف يجب أن يكون "مهددًا" وليس "معرضًا للخطر". المنتقدون ملوك الدولة ليسوا مهددين ولا يحتاجون إلى حماية اتحادية. قد يؤدي إدراج اسم الملك إلى تحويل التمويل بعيدًا عن الأنواع النادرة المعرضة لخطر الانقراض بشكل أكبر. المنتقدون قلقون أيضا بشأن ما لا يقوله الالتماس. 
 ... على & nbsp ؛ يمكن أن يخلق رد فعل عنيف. وقال إن الخوف من التنظيم قد يجعل ملاك الأراضي معارضين. وأشار إلى أن الالتماس يدعو إلى "تحديد موطن حرج" من خلال صلاحيات الفعل ، لكنه لا يوضح ما يعنيه ذلك. "تشيب تايلور ، مونارك ووتش" 
في خريف 2016 ، اقترحت اللجنة المعنية بحالة الحياة البرية المهددة بالانقراض في كندا مؤخرًا إدراج الملك على أنه معرض للخطر في كندا ، على عكس إدراجه الحالي كـ "نوع مثير للقلق" في ذلك البلد. هذه الخطوة ، بمجرد تفعيلها ، ستحمي الموائل الحرجة للملك في كندا ، مثل مناطق تراكم الخريف الرئيسية في جنوب أونتاريو ، ولكن سيكون لها أيضًا آثار على العلماء المواطنين الذين يعملون مع الملوك ، وأنشطة الفصل الدراسي. إذا كان الملك محميًا فيدراليًا في كندا ، فقد تكون هذه الأنشطة محدودة ، أو تتطلب تصاريح فيدرالية.

نظرت كل من الولايات المتحدة وكندا في الحماية الفيدرالية للملك ، على الرغم من أن هذه الجهود تأتي مع بعض الجدل. في الولايات المتحدة ، بناءً على الانخفاضات التي حدثت على مدى 20 عامًا في أعداد الملوك الذين يصلون إلى المكسيك كل خريف ، [مركز التنوع البيولوجي] ، و [مركز سلامة الأغذية] ، و جمعية Xerces و "لنكولن براور"  قدّموا التماسًا إلى وزارة الداخلية (الولايات المتحدة الأمريكية) لحماية الملك من خلال إعلانه على أنها من الأنواع المهددة. أيد الناشط البيئي روبرت كينيدي الالتماس لكنه قال إن التصنيف يجب أن يكون "مهددًا" وليس "معرضًا للخطر". المنتقدون ملوك الدولة ليسوا مهددين ولا يحتاجون إلى حماية اتحادية. قد يؤدي إدراج اسم الملك إلى تحويل التمويل بعيدًا عن الأنواع النادرة المعرضة لخطر الانقراض بشكل أكبر. المنتقدون قلقون أيضا بشأن ما لا يقوله الالتماس.  ... على & nbsp ؛ يمكن أن يخلق رد فعل عنيف. وقال إن الخوف من التنظيم قد يجعل ملاك الأراضي معارضين. وأشار إلى أن الالتماس يدعو إلى "تحديد موطن حرج" من خلال صلاحيات الفعل ، لكنه لا يوضح ما يعنيه ذلك. "تشيب تايلور ، مونارك ووتش"  
في خريف 2016 ، اقترحت اللجنة المعنية بحالة الحياة البرية المهددة بالانقراض في كندا مؤخرًا إدراج الملك على أنه معرض للخطر في كندا ، على عكس إدراجه الحالي كـ "نوع مثير للقلق" في ذلك البلد. هذه الخطوة ، بمجرد تفعيلها ، ستحمي الموائل الحرجة للملك في كندا ، مثل مناطق تراكم الخريف الرئيسية في جنوب أونتاريو ، ولكن سيكون لها أيضًا آثار على العلماء المواطنين الذين يعملون مع الملوك ، وأنشطة الفصل الدراسي. إذا كان الملك محميًا فيدراليًا في كندا ، فقد تكون هذه الأنشطة محدودة ، أو تتطلب تصاريح فيدرالية.

الاختلافات في الآراء من قبل الباحثين شائعة وليس جميع الباحثين متفقين فيما يتعلق بالضغط من أجل تدخل الحكومة الفيدرالية ، والخطوات التي يجب اتخاذها للحفاظ على الهجرة ، ووضع الملك المحتمل في خطر. لقد انتقدوا البيانات التي تم الحصول عليها من قبل العلماء المواطنين ووصفوها بأنها "غير مناسبة". انتقد بعض الباحثين بعضهم البعض لعدم إتاحة بياناتهم للجمهور وللآخر.    مثل جميع الأبحاث العلمية ، يتم التعبير عن الآراء ، أحيانًا بشكل صريح. ينتقد أحد العلماء جهود وضع العلامات الأولى التي قام بها فريد أوركهارت ووصفها بأنها "نهج خدمة ذاتية للهواة في علم الأحياء ليس علمًا".  ينفي باحث آخر أن الملك يهاجر ولكنه يتأثر بشكل كبير بظروف الطقس ليتجه جنوبًا. 

تدرس الحكومات المحلية تشريعات لتوفير موطن للفراشة الملك المهاجرة. ينضم الكثيرون إلى المنظمة غير الربحية Monarch City USA للالتزام بزيادة موطن فراشة الملك في منطقتهم. تم إنشاء [محمية مونارك باترفلاي للمحيط الحيوي] لحماية موقع هجرة الشتاء في المكسيك.

1. 
2. 
3. 
4. 
5. 
6. 
7. 
8. 
9. 
10. 
11. 
12. 
13. 
14. 
15. 
16. 
17. 
18. 
19. 
20. 
21. 
22. 
23. 
24. 
25. 
26. 
27. 
28. 
29. 
30. 
31. 
32. 
33. 
34. 
35. 
36. 
37. 
38. 
39. 
40. 
41. 
42. 
43. 
44. 
45. 
46. 
47. 
48. 
49. 
50. 
51. 
52. 
53. 
54. 
55. 
56. 
57. 
58. 
59. 
60. 
61. 
62. 
63. 
64. 
65. 
66. 
67. 
68. 
69. 
70. 
71. 
72. 
73. 
74. 
75. 
76. 
77. 
78. 
79. 
80. 
81. 
82. 
83. 
84. 
85. 
86. 
87. 
88. 
89. 
90. 
91. 
92. 
93. 
94. 
95. 
96. 
97. 
98. 
99. 
100. 
101. 
102. 
103. 
104. 
105. 
106. 
107. 
108. 
109. 
110. 
111. 
112. 
113. 
114. 
115. 
116. 
117. 
118. 
119. 
120. 
121. 
122. 
123. 
124. 